# أولاد بوطيب (المنزه)
أولاد بوطيب هي إحدى مشيخات المملكة المغربية، تتبع جغرافيا لعمالة الصخيرات تمارة وإداريًا لالمنزه. يقدر عدد سكانها بـ 2551 نسمة حسب الإحصاء الرسمي للسكان والسكنى لسنة 2004.